# Nukleon

Atomkern mit blauen Neutronen und roten Protonen

Als Nukleonen [nukleˈoːnən] (Singular Nukleon [ˈnuːkleɔn]; von lat. nucleus „Kern“) bezeichnet man die beiden Teilchenarten, aus denen Atomkerne bestehen, nämlich Protonen und Neutronen.
Der experimentelle Befund, dass die an Atomkernen beobachtbare starke Wechselwirkung keinen Unterschied zwischen Proton und Neutron macht, brachte Heisenberg zu dem Konzept, die beiden Teilchenarten formal als zwei Zustände ein und derselben Teilchenart Nukleon zu betrachten; die beiden Zustände unterscheiden sich nur durch eine Quantenzahl, die formal wie die Spinquantenzahl für Spin 1/2 erscheint und Isospin heißt. „Nukleon“ wurde in der Folge zunächst zur Sammelbezeichnung für die beiden Teilchenarten. Die Anzahl der Nukleonen eines Atomkerns, die Massenzahl, dient zur genauen Bezeichnung der Atomart (Nuklid) wie z. B. „Sauerstoff-16“ oder „Eisen-56“, während die Ordnungszahl die Anzahl der Protonen im Kern angibt.
Im heutigen (2018) Standardmodell sind Nukleonen definiert als diejenigen Baryonen, die ausschließlich aus den leichten Up- und Down-Quarks zusammengesetzt sind und den Isospin 1/2 haben. Außer Proton und Neutron in ihren Grundzuständen gehören dazu auch angeregte Zustände mit einer solchen Quarkzusammensetzung, die sehr kurzlebigen Nukleonenresonanzen. Zählt man diese – wie in diesem Fall üblich – als eigene Teilchenarten, gibt es laut Particle Data Group mindestens 16 und möglicherweise bis zu 29 Nukleonen (Stand 2015). Hierbei werden die Ladungszustände nicht unterschieden; Proton und Neutron sind bei dieser Zählweise also ein und dasselbe Nukleon.
Die oben genannten je drei Quarks, die Valenzquarks, machen nur etwa 5 Prozent der Masse eines Nukleons aus. Die restliche Masse wird mit den virtuellen Seequarks und Gluonen erklärt. Die genaue Aufteilung ergibt sich nach 2018 veröffentlichten QCD-Rechnungen zu: Quarks (konstituierenden Quarks und die Seequarks) rund 9 % zur Masse, die restlichen Anteile entstammen der Bewegungsenergie der Quarks mit rund ein Drittel, verursacht durch die Bewegungsenergie nach der Unschärferelation, da sie auf engem Raum „gefangen“ sind, und Beiträgen der Gluonen (ein Feldstärkebeitrag von rund 37 Prozent und ein anomaler Gluonenbetrag von rund 23 Prozent).
Einer Gruppe im Forschungszentrum Jülich (Budapest-Marseille-Wuppertal-Kollaboration) gelang es 2008, die Massen von Proton und Neutron im Rahmen der QCD-Gittereichtheorie theoretisch mit einer Genauigkeit von 1 bis 2 Prozent zu berechnen. Die Simulationen waren das Ergebnis von über zwei Jahrzehnten Forschung an Supercomputern, QCD in Gittereichformulierung und entsprechenden Algorithmen und war fehlerkontrolliert.